# Métro de Hong Kong
Pour les articles homonymes, voir MTR.
 (Novembre 2018).
Le métro de Hong Kong, MTR ou Mass Transit Railway (chinois traditionnel : 港鐵 ; pinyin : gǎngtiě ; cantonais Jyutping : gong² tit³) est le principal moyen de transport en commun à Hong Kong avec environ 50 % des trajets effectués via ce mode de déplacement. La première ligne ferrée est ouverte en 1910. Elle fait partie du réseau Kowloon-Canton Railway (KCR). En 1979, MTR ouvre sa première ligne. En 2007, KCR et MTR fusionnent.
En 2021, le réseau MTR englobe neuf lignes de métro, une ligne express desservant l'aéroport international de Hong Kong, le réseau de métro léger (LRT pour Light Rail Transit), ainsi que le tronçon de la ligne à grande vitesse arrivant de Shenzhen. Le système de transport public est populaire, avec 1670 millions de personnes transportées annuellement, il se classe dans les 10 premiers mondiaux. Depuis 1997, le paiement s'effectue grâce au système de carte sans contact Octopus. En 2017, CNN estimait que le métro de Hong Kong était le meilleur réseau métropolitain au monde.

## Histoire

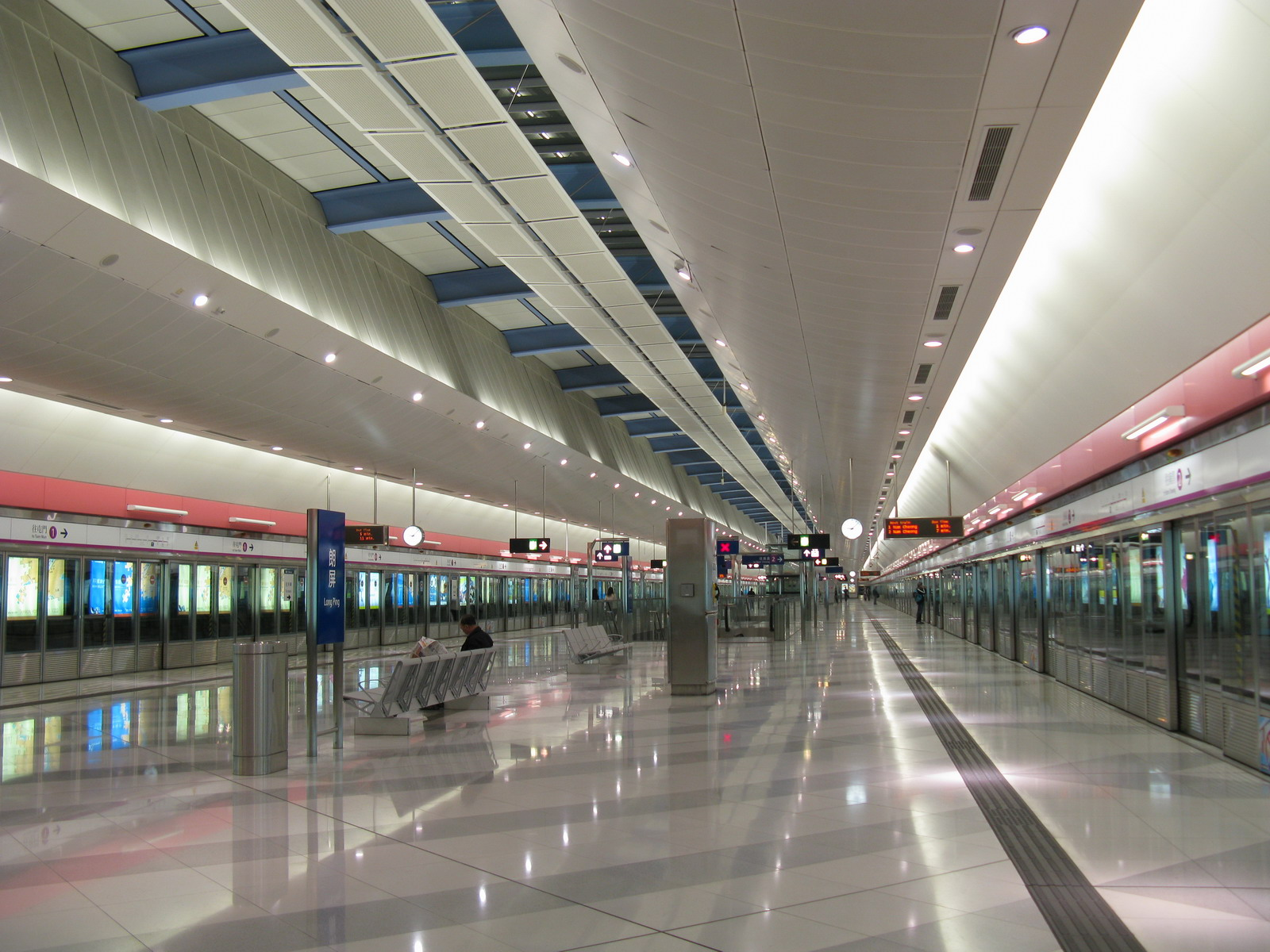
Station Long Ping sur la West Rail Line

La construction du MTR est préconisée par une étude commandée en 1967 par le gouvernement qui cherche des solutions à l'augmentation du trafic due à l'expansion économique de Hong Kong. La construction commence dès la publication de l'étude, et la première ligne est ouverte en 1979. Le MTR est immédiatement populaire auprès des résidents de Hong Kong, ce qui entraîne la construction de lignes supplémentaires afin de couvrir plus de territoire. Il y a de continuels débats sur la manière d'étendre le réseau MTR et où l'étendre. Plusieurs propositions sont mises en avant, mais aucune n'est acceptée. Les deux projets les plus plausibles sont la ligne West Island et la ligne South Island, mais ne sont pas réalisées avant plusieurs années.
En 2000, la MTR Corporation qui appartient au gouvernement est partiellement privatisée et renommée la MTR Corporation Limited. La MTR Corporation a toujours été réalisée[précision nécessaire] à proximité des gares ferroviaires afin de profiter d'une part de celles-ci, mais aussi des lignes ferroviaires elles-mêmes. De nombreuses gares récentes sont installées dans de grands complexes commerciaux ou sous des zones résidentielles. Exemple de ce type de construction : la station Tsing Yi, construite près du centre commercial Maritime Square, et directement en dessous de la zone résidentielle Tierra Verde.

Carte du réseau MTR

### Proposition initiale
Durant les années 1960, le gouvernement de Hong Kong sent le besoin de gérer l'augmentation prévisible du trafic routier dans le cas où l'économie de Hong Kong poursuivrait sa forte croissance. Le cabinet de consultants anglais, Freeman, Fox, Wilbur Smith & Associates, est désigné pour étudier le système de transport de Hong Kong. En septembre 1967, les consultants publient un rapport Hong Kong Mass Transport Study qui propose la construction d'un système de chemin de fer souterrain permettant du transport de masse à Hong Kong.
En 1970, un nouveau rapport des mêmes consultants Hong Kong Mass Transit: Further Studies prévoit un réseau souterrain composé de quatre lignes : la Ligne Kwun Tong, la Ligne Tsuen Wan, la ligne Island et la ligne East Kowloon. La construction de ces lignes diffèrera toutefois du projet initialement proposé par le "Hong Kong Mass Transport Study" (une carte représentant les lignes prévues à l'origine peut être vue ici).
En 1972, le gouvernement de Hong Kong autorise la construction de l'Initial System, un système de 20 kilomètres qui correspond aujourd'hui à la Ligne Kwun Tong (sans l'extension vers Tiu Keng Leng). Des négociations avec quatre grands consortium[réf. nécessaire] composés de major[Lesquels ?] des travaux publics commencent en 1973. L'intention du gouvernement est de soumettre un projet complet, basé sur le modèle britannique, c'est-à-dire en fixant le prix. Au début de l'année 1974, un consortium japonais signe un accord pour la construction du système, mais se retire en décembre de la même année.

### Système initial modifié
Plusieurs semaines plus tard, début 1975, une agence gouvernementale connue sous le nom de Mass Transport Provisional Authority (Autorité provisoire du transport de masse) est fondée pour prendre en charge le projet. Elle annonce que le système initial doit être légèrement réduit à 15,6 kilomètres et le renomme en Modified Initial System (Système initial modifié). Le projet de contrat unique est aussi abandonné au profit de 25 contrats pour l'ingénierie et de 10 contrats pour l'électricité et la mécanique.
De plus, l'entreprise d'État Hong Kong Mass Transit Railway Corporation (MTRC) est créée pour remplacer l'agence Mass Transport Provisional Authority (entreprise qui cède sa place à MTR Corporation Limited le 30 juin 2000.)
La construction du système modifié commence en novembre 1975. Après environ quatre ans, la section nord, terminée le 30 septembre 1979, ouvre ses portes le 1er octobre 1979, avec des trains circulant de Shek Kip Mei à Kwun Tong. La section de Tsim Sha Tsui à Shek Kip Mei ouvrit au mois de décembre de la même année.
La première traversée du Victoria Harbour par un train de la MTR a lieu en 1980, lorsque la Ligne Kwun Tong est étendue à la station Chater aujourd'hui appelée Central. Les rames sont aussi étendues à six voitures.

### Ligne Tsuen Wan
Le gouvernement approuve la construction de la Ligne Tsuen Wan en 1977, connue plus tard sous le nom d'extension Tsuen Wan. Les travaux commencent en novembre 1978. Le projet ajoute une section de 10,5 kilomètres au système MTR, de Prince Edward à Tsuen Wan. La ligne entre en service le 10 mai 1982. Le coût total de la construction est de 4,1 milliards de $HK (prix non ajusté sur la cotation actuelle).
Lorsque la ligne entre en service, la section de la ligne Kwun Tong de Chater à Argyle (aujourd'hui Mong Kok) est transférée à la Ligne Tsuen Wan.  Ainsi, Waterloo (Yau Ma Tei) devint le terminus de la Ligne Kwun Tong et Argyle et Prince Edward deviennent des stations de correspondance. Ce changement est justifié par des prévisions estimant que le trafic sur la Ligne Tsuen Wan doit dépasser celui sur la Ligne Kwun Tong. Toutefois, l'ouverture de la Ligne Tung Chung en 1998 a absorbé la plupart du trafic au nord-ouest de Lai King à Hong Kong.
Bien que les acquisitions foncières soient faites, la station de Tsuen Wan West n'est jamais construite. Le site est aujourd'hui partiellement occupé par KCR West Rail qui possède la station Tsuen Wan West, plus près de la côte.

### Ligne de l'île (Island Line)
L'approbation du gouvernement pour la construction de la Ligne de l'île (Island Line) est donnée en décembre 1980. La construction commence en octobre 1981. Le 31 mai 1985, la Ligne de l'île (Island Line) est ouverte entre les stations Admiralty et Chai Wan. Admiralty et Central deviennent des stations de correspondance avec la Ligne Tsuen Wan. De plus, les rames sont étendues à 8 voitures.
Le 23 mai 1986, le service atteint Sheung Wan, dont la construction a été différée d'une année le temps de déplacer les bureaux du gouvernement se trouvant au-dessus de la station

### Extension du tunnel d'Eastern Harbour
En 1984, le gouvernement approuve la construction de tunnel d'Eastern Harbour, qui sera utilisé par les voitures et par le MTR. La Ligne Kwun Tong est étendue entre Harbour et Quarry Bay, qui devint une station d'échange avec la Ligne Kwun Tong et la Ligne de l'île (Island Line). L'extension est ouverte le 5 août 1989. Une station intermédiaire, Lam Tin, est mise en service le 1er octobre 1989.

### Airport Express et Ligne Tung Chung

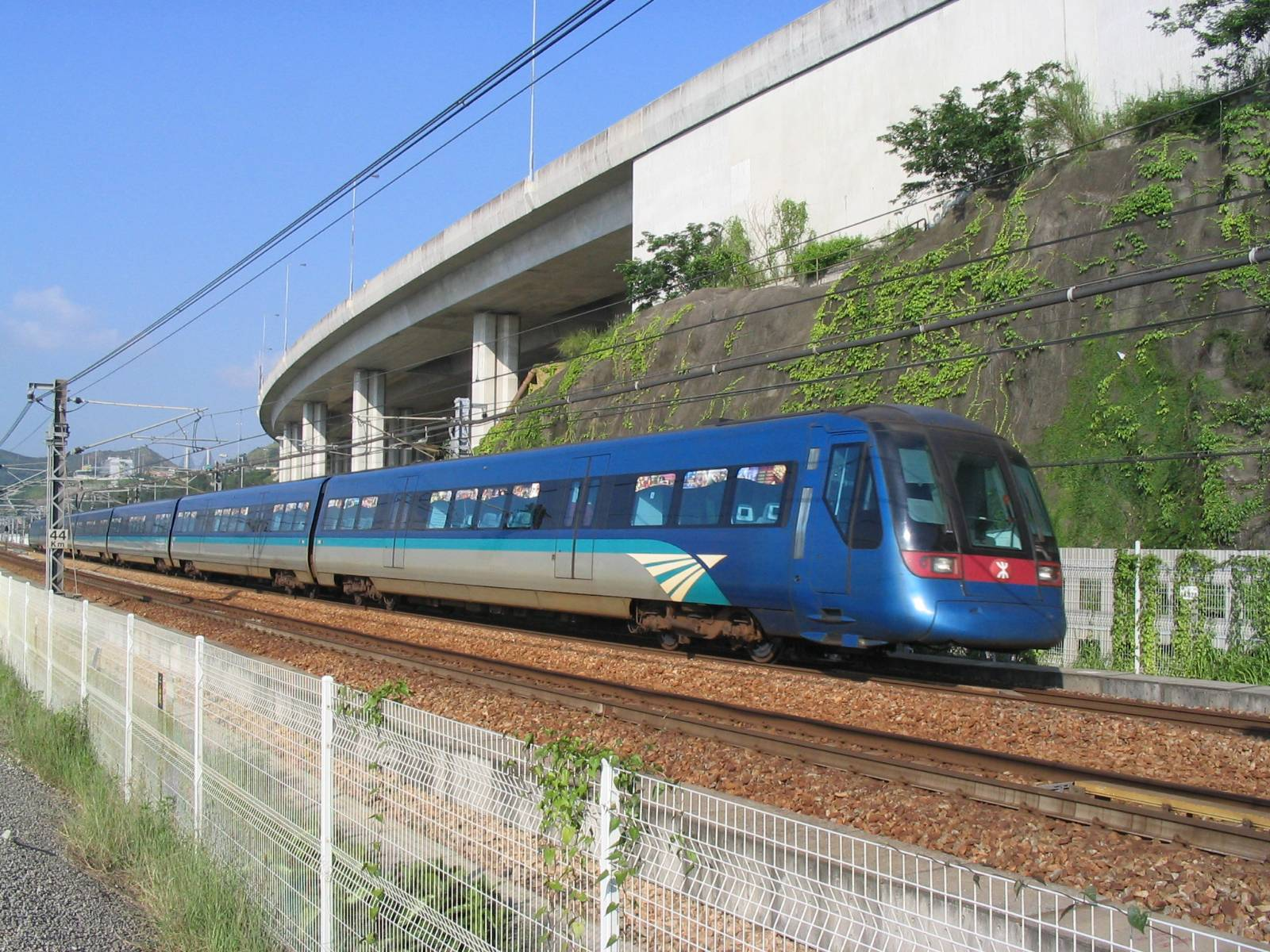
Rame de l'Airport Express

À la suite de la décision, en octobre 1989, de construire un nouvel aéroport international à Chek Lap Kok sur l'île Lantau pour remplacer celui, saturé, de Kai Tak, la construction d'une nouvelle ligne (alors appelée Lantau Airport Railway) pour sa desserte est confiée à la MTR Corporation. Mais la construction ne commence pas avant que les gouvernements chinois et britanniques ne s'accordent sur les aspects financiers et territoriaux en novembre 1994.
Finalement, la nouvelle ligne est incluse dans les plans de financement du nouvel aéroport international de Hong Kong, considéré comme non viable sans desserte de transport public. Les coûts de constructions sont alors partagés par le MTR qui fait de grands développements dans les plans de construction des nouvelles stations.
Le chemin de fer de l'aéroport de Lantau se divise alors en deux lignes de MTR, la Ligne Tung Chung et l'Airport Express. L'Airport Express est inauguré le 6 juillet 1998 en même temps que le nouvel aéroport. La Ligne Tung Chung est officiellement ouverte le 21 juin 1998 par Tung Chee Hwa, et le service commence le lendemain.

### Travaux de Délestage de Quarry Bay
Les travaux de délestage pour soulager la congestion de Quarry Bay imposent d'étendre la Ligne Kwun Tong du côté de l'île de Hong Kong de Quarry Bay à North Point via un tunnel de 4,2 kilomètres. Le projet est commencé à cause d'un engorgement de Quarry Bay et du mécontentement des passagers devant doivent aller à pied de la Ligne de l'île (Island Line) à la Ligne Kwun Tong. La construction débute en septembre 1997 et dotée en septembre 2001 d'un budget de 3 milliards de $HK.

### Ligne Tseung Kwan O
La construction de la Ligne Tseung Kwan O est décidée le 18 août 1998 pour desservir de nouvelles zones d'habitations. La construction débute le 24 avril 1999 et la ligne ouvre officiellement en 2002. La ligne suit les rails de la Ligne Kwun Tong au tunnel de l'est, et va de Po Lam à North Point. En conséquence, la Ligne Kwun Tong est étendue à Tiu Keng Leng sur la nouvelle ligne. Le coût de la construction est conjointement supporté par le gouvernement de Hong Kong, et par des fonds privés tirant profit de la mise en valeur des zones desservies.

### Travaux de jonctions de la ligne West Rail

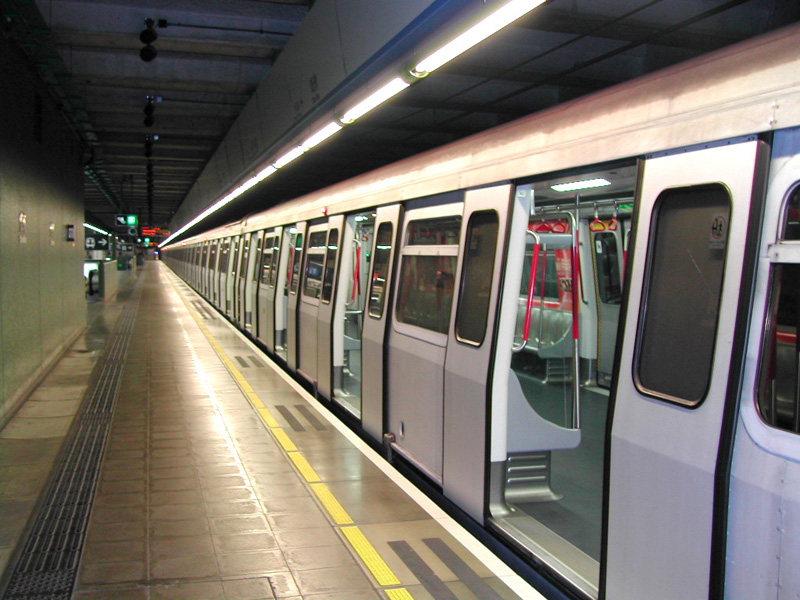
Train prêt au départ de la station Chai Wan, terminus de la Island Line

Alors que la construction de la Ligne Tung Chung est encore en cours, un plan de construction d'une ligne de MTR est élaboré pour desservir le nord ouest de Hong Kong. L'espace est réservé afin d'ajouter une station d'échange et deux chemins supplémentaires sont créés entre Olympic et Lai King afin d'autoriser des services directs vers l'Airport Express. Originellement connu sous le nom d'Airport Railway Phase 2, les contrats du West Rail Interface Works sont signés peu après le début de la construction du West Rail. Le projet comprend l'échangeur Mei Foo Interchange (modification de la station Mei Foo sur la Ligne Tsuen Wan afin de fournir un lien pédestre à la station Mei Foo appartenant à la ligne West Rail. La station Nam Cheong (une station d'échange sur la Ligne Tung Chung, réalisée conjointement par MTRC et KCRC) et le 4-Tracking Works (les deux chemins additionnels de 4 km de longueur autorise les trains de la Ligne Tung Chung à s'arrêter à Nam Cheong sans empêcher le passage des trains de l'Airport Express).
Les travaux s'achévent en plusieurs étapes. Les trains de la Ligne Tung Chung peuvent rouler sur ce nouveau chemin depuis mi-mai 2003, alors que l'échangeur de la station Mei Foo et de la station Nam Cheong est ouvert en même temps que l'ouverture au public de la ligne West Rail en décembre 2003.

### Privatisation
Le 5 octobre 2000, MTR devint la première entreprise ferroviaire privatisée de Hong Kong, ce qui marque le début de la politique gouvernementale de désengagement de beaucoup d'entreprises publiques. Avant son entrée au Hong Kong Stock Exchange, MTR appartenait entièrement au gouvernement. Environ un milliard d'actions sont vendues, et MTR possède aujourd'hui le plus grand nombre d'actionnaires de toutes les entreprises de Hong Kong. En juin 2001, MTR entre à l'indice Hang Seng.
Au moment de l'offre publique, MTR dispose d'un excédent budgétaire de 360 millions de $HK, contre 278 millions en 1997. Cependant, MTR perdant beaucoup de ses apports du gouvernement, cet excédent tombe à 139 millions. Aujourd'hui[Quand ?], cette tendance semble inversée, faisant de MTR l'une des rares compagnies de transport de passager rentables dans le monde.

### Disneyland Resort Line
La construction de la ligne Disneyland Resort est terminée quand Hong Kong Disneyland ouvre ses portes le 12 septembre 2005. Le service de la station Sunny Bay sur la Ligne Tung Chung commence le 1er juin 2005. La nouvelle ligne et la station Disneyland Resort sont ouvertes à la fin de l'été 2005.

### Station AsiaWorld-Expo
La nouvelle station AsiaWorld-Expo est une extension de l'Airport Express qui dessert le nouveau centre d'exposition international, connu sous le nom d'AsiaWorld–Expo. Cette extension est terminée en décembre 2005.

## Réseau
En 2017, le réseau compte 230,9 km de voies.
Le MTR est ouvert de 6h00 à 1h00. Les rames se succèdent toutes les trois minutes aux heures de pointe, et toutes les 5 à 10 minutes le reste de la journée.
Les 9 lignes + la ligne « Airport Express » + le réseau de métro léger :
| a | Ligne Kwun Tong                                    | Entre Whampoa et Tiu Keng Leng                           |  |
| a | Ligne Tsuen Wan                                    | Entre Tsuen Wan et Central                               |  |
| a | Ligne de l'île (Island Line)                       | Entre Kennedy Town et Chai Wan                           |  |
| a | Ligne Tung Chung                                   | Entre Tung Chung et Hong Kong                            |  |
| a | Airport Express                                    | Entre AsiaWorld-Expo et Hong Kong                        |  |
| a | Ligne Tseung Kwan O                                | Entre North Point et Po Lam ou LOHAS Park                |  |
| a | Ligne Disneyland Resort                            | Entre Sunny Bay et Disneyland Resort                     |  |
| a | Ligne du Réseau Est                                | Entre Admiralty et Lo Wu ou Lok Ma Chau                  |  |
| a | Ligne Tuen Ma                                      | Entre Tuen Mun et Wu Kai Sha                             |  |
| a | Ligne Sud de l’île                                 | Entre Admiralty et South Horizons (zh)South Horizons     |  |
| a | Métro léger de Hong Kong (LRT, Light Rail Transit) | Réseau de 12 lignes (districts de Tuen Mun et Yuen Long) |  |

### Airport Express
L'Airport Express offre aussi des services à valeur ajoutée. Outre les toilettes, chaque station dispose de guichets permettant aux voyageurs quittant Hong Kong d'enregistrer leurs bagages dès l'accès au métro. Enfin, un service de bus gratuits transporte les voyageurs depuis les différentes stations vers leurs hôtels respectifs.

## Sécurité

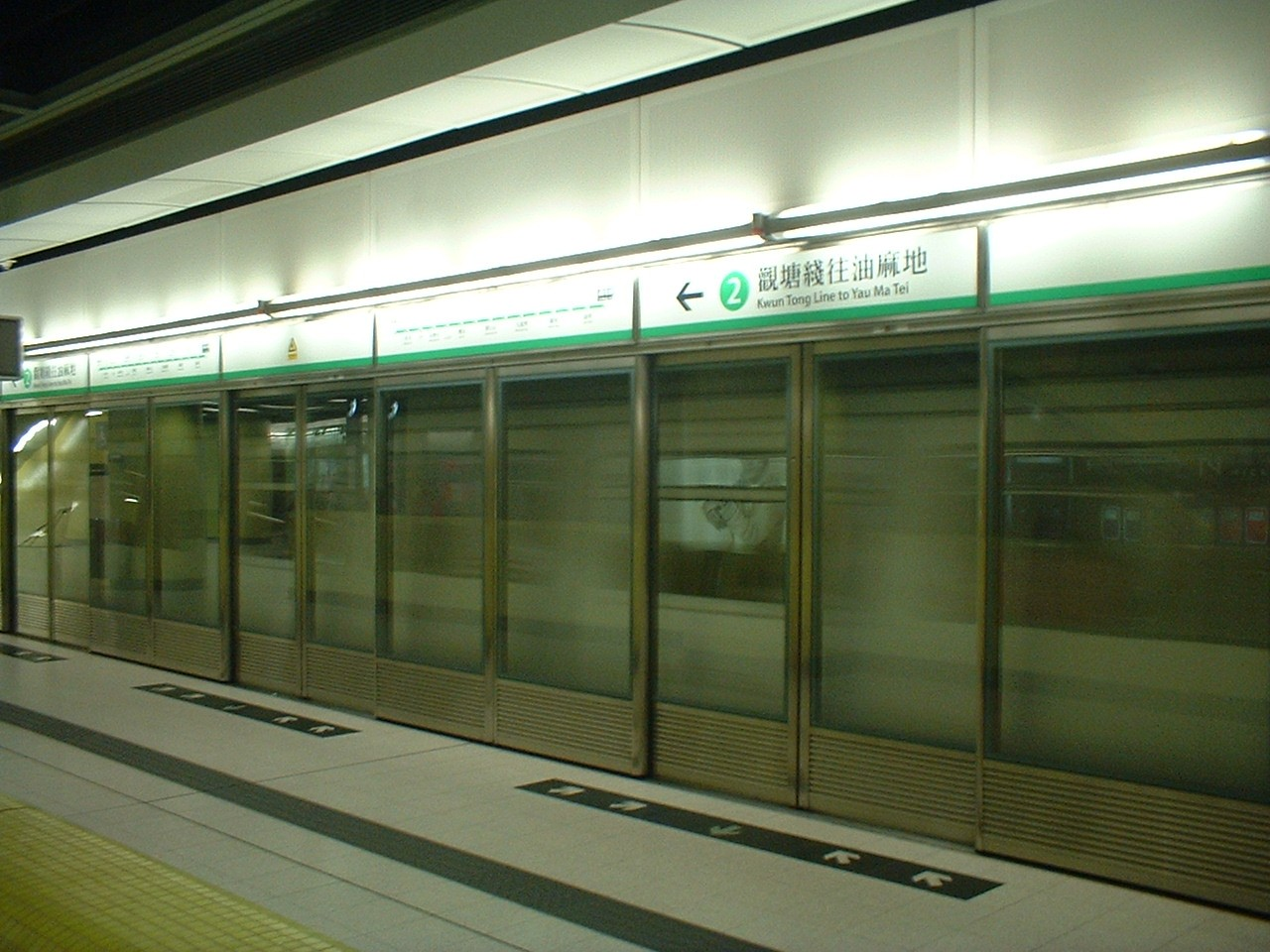
Portes palières sur la ligne Kwun Tong à la station Tiu Keng Leng.

Des mesures variées sont prises pour aider à la sécurisation du système MTR. Des campagnes de publicités diffusent des informations sur différents sujets tels que la sécurité des escalators qui existent dans toute station de MTR, et des annonces sont régulièrement réalisées afin de rappeler les règles de sécurité aux voyageurs.
Des règles de bonne conduite ont été récemment[Quand ?] introduites afin d'éviter des actions potentiellement dangereuses : interdiction de marchandises inflammables dans l'enceinte du MTR, interdiction des bousculades lors de la fermeture des portes, interdiction de manger ou de boire dans le train. Des sanctions allant de la simple amende à des peines d'emprisonnement sont prévues.
Dans les stations, en règle générale, à l'exception de la East rail Line et de la station Hung Hom pour la West Rail Line, les quais sont séparés des voies par des cloisons transparentes montant jusqu'au plafond. Ces cloisons empêchent les chutes de voyageurs sur les voies, et permettent aussi des économies d'énergie substantielles sur l'air conditionné et la ventilation des tunnels. Dans d'autres stations comme Sunny Bay, Disneyland Resort ou encore Ocean Park, ces cloisons sont moitié moins hautes et ne servent qu'à empêcher les chutes de voyageurs.

## Équipement et aménagement des stations

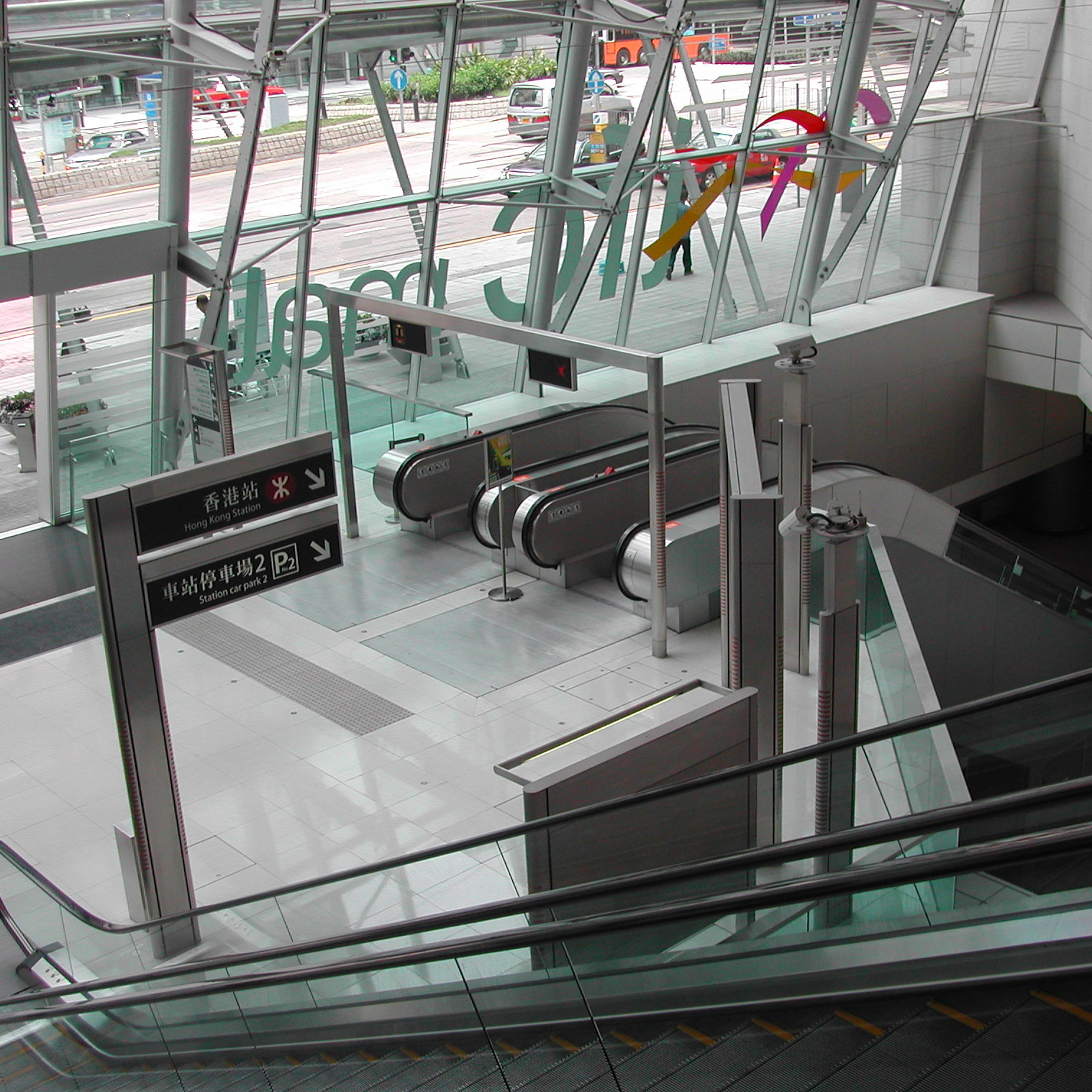
Station Hong Kong de l'Airport Express à IFC

### Accès
À cause de leur forte fréquentation quotidienne, les stations et rames MTR sont conçues pour être facilement accessibles, notamment pour les passagers en situation de handicap. Les trains ont des espaces dédiés aux fauteuils roulants, les stations ont des marquages au sol pour guider les mal-voyants sur les plateformes, et il y a de larges entrées pour les fauteuils roulants.

### Sanitaires
Contrairement à d’autres réseaux de métro, à leur construction les stations des lignes principales du réseau MTR n’étaient pas équipées de toilettes publiques (les passagers peuvent néanmoins utiliser les toilettes du personnel sur demande). Seules les stations des lignes Airport Express et Ligne Disneyland Resort sont équipées de toilettes publiques ainsi que les stations des anciennes lignes KCR qui ont été intégrées au réseau MTR en 2007  : East Rail, West Rail et Ma On Shan.
En 2007, MTR a accepté d’incorporer des toilettes publiques pour les nouvelles lignes,. MTR prévoit aussi d’installer des toilettes publiques dans toutes les stations de correspondance pour 2020.
En complément fin 2017, MTR a installé des salles d’allaitement dans 20 stations de correspondance (accessibles sur demande au personnel),.

### Boutiques
Avant la privatisation du réseau, les stations MTR ne possédaient que des guichets de Hang Seng Bank et des boutiques de Maxim's Cakes acquises par Jardine Matheson. Depuis la privatisation, de nombreuses boutiques se sont installées dans les stations, les transformant en mini centres commerciaux. Les services de la plupart des stations comprennent :
- des guichets et distributeurs de Hang Seng Bank
- des distributeurs de Bank of China
- des boutiques de 7-Eleven et Circle K

Hormis les boutiques, on trouve aussi des dentistes et des cliniques, des nettoyeurs à sec et des fleuristes sur la Ligne Tseung Kwan O. On y trouve aussi des cabines téléphoniques, des distributeurs de nourriture et des photomatons.

## Tarifs et tickets
Au contraire de certains métros, où le prix du billet est forfaitaire et indépendant de la distance parcourue, la tarification des billets sur le MTR est proportionnelle au nombre de stations traversées. Le tarif pour un adulte se situe entre 4 $HK et 26 $HK. Le ticket est magnétique et n'est utilisable que pour un seul voyage. Ce qui fait qu'il faut 2 tickets pour un trajet avec un changement entre les stations Tsim Sha Tsui et East Tsim Sha Tsui. Il n'y a pas de tickets pour le retour ni de tickets pour groupes de voyageurs sauf pour l'Airport Express.
Autre titre de transport, la carte Octopus. C'est une carte rechargeable utilisée pour le paiement électronique à Hong Kong. Lancée en septembre 1997 pour l'utilisation de MTR et du KCR, elle est maintenant largement utilisée dans les transactions à Hong Kong. Utilisant la technologie RFID, elle se passe sans contact physique avec le lecteur. Elle est devenue si populaire que de nombreuses villes telles que Singapour, Londres, Bruxelles et Taipei ont adopté l'idée, en lançant leurs propres versions de la carte, nommée respectivement EZ-link, Oyster card, MOBIB et EasyCard.
À l'exception de l'Airport Express, les tarifs MTR sont légèrement moins chers lors de l'utilisation de la carte Octopus en comparaison du ticket au voyage. Par exemple, le coût du voyage de 3 minutes entre Admiralty et Tsim Sha Tsui est (courant 2005) de 7,9 $HK en utilisant la carte Octopus card, et de 9 $HK pour un ticket au voyage.
L'Airport Express dispose d'une tarification différente. Excepté pour les tickets à voyage unique, il existe des tickets à la journée (au même prix que le précédent) et des tickets au mois. Des réductions existent également pour les tickets achetés par un groupe pour voyager par 2, 3 ou 4 pour un prix plus attractif que lorsque l'on valide plusieurs cartes Octopus ou tickets unitaires.
Il existe aussi deux pass pour les touristes : un premier qui autorise un nombre de voyages illimité pour un seul jour et un deuxième qui autorise un nombre de voyages illimité durant 3 jours sur le MTR. Les touristes doivent prouver leurs statuts (passeports...) lorsqu'ils achètent le pass et à tout moment s'ils sont contrôlés.

## Matériel roulant

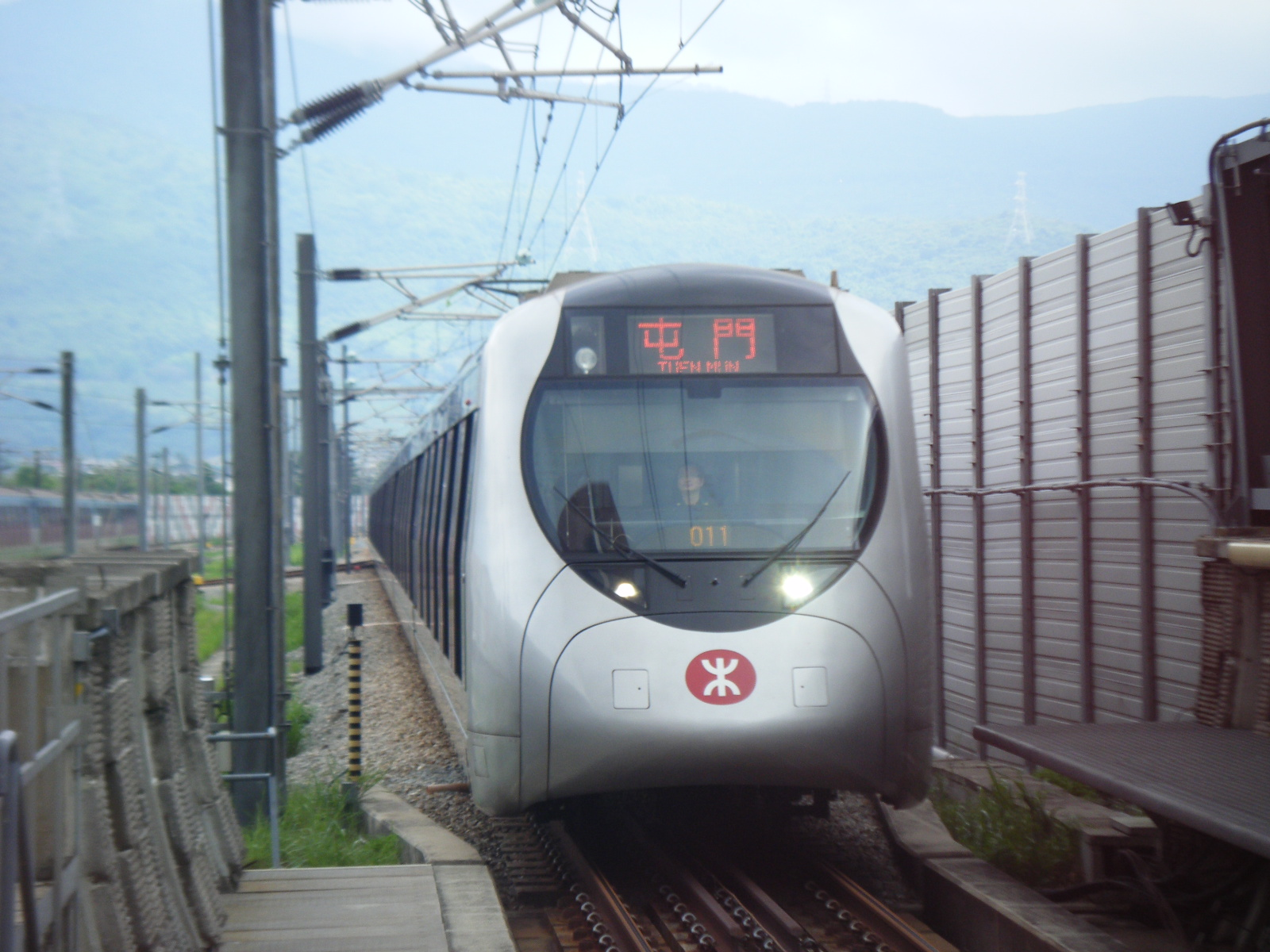
Train MTR (SP1950) (West Rail Line)

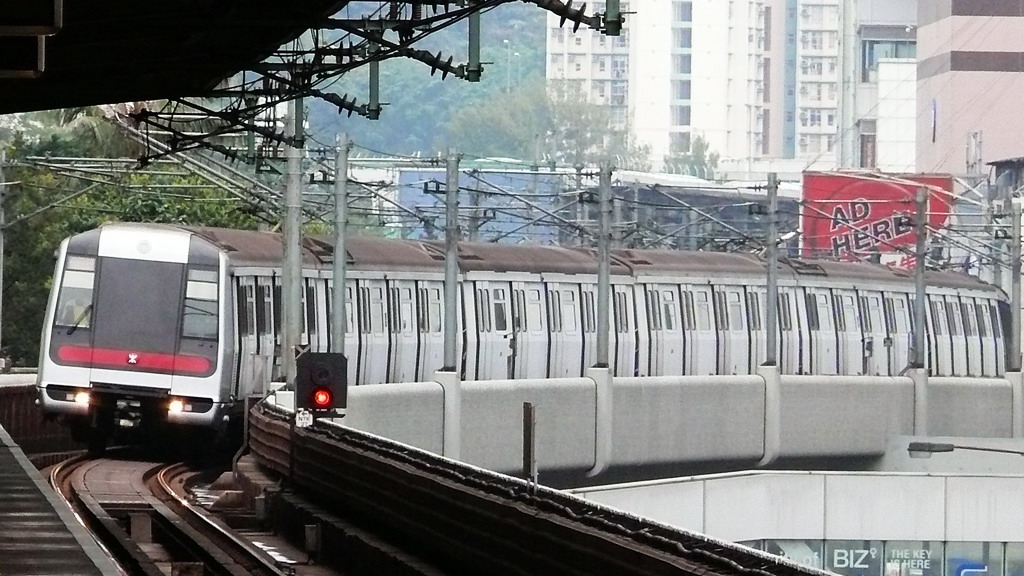
Rame M-Train rénovée.

Excepté les voitures de l'Airport Express, toutes les rames sont conçues pour faire face à une forte affluence. Par exemple, chaque voiture possède des ventilateurs et cinq portes de chaque côté, les sièges étant placés le long de la voiture. Quatre types de rames différentes roulent sur le MTR.
La ligne Tung Chung et l'Airport Express utilisent des rames spécialement conçus pour elles. Ces deux variations sont construites conjointement par Adtranz (maintenant une filiale de Bombardier Transport) et Construcciones y auxiliar de ferrocarriles.
Les autres lignes sont exploitées en utilisant les deux autres variations, connues sous le nom de « M-Train » et de « K-Stock ». Le « M-Stock » (ou « CM-Stock ») du « M-Train » sont les plus vieilles rames du MTR. Construites à l'origine par Metro Camell et réaménagées par United Goninan, le « M-Train » est l'unique variation, utilisant des portes coulissantes à air comprimé. Les "K-Stock" sont quant à eux construits conjointement par Mitsubishi et ROTEM.
La ligne Disneyland Resort utilise le M-Train mais avec une apparence retravaillée pour concorder à l'atmosphère et au thème de la ligne. Les fenêtres de la ligne auront la forme d'une tête de Mickey et des personnages Disney en bronze décoreront l'intérieur des voitures.
La South Island Line (Ligne Sud de l´île) roule en "S-Train" construits par Alstom qui sont des rames de métro automatiques, toujours sur fer.
La Ligne du Réseau Est roule avec de rame R-Train. Contrairement aux autres lignes, ces rames sont équipées d'une voiture de 1re classe au centre du train. Les sièges y sont alors disposés dans les deux sens de marche.
En 2014, MTR commande 36 nouvelles voitures de métro à un consortium constitué de Itochu, Kinki Sharyo & Kawasaki. La première rame fut livrée aux alentours de 2017-2018. On en trouve à ce jour sur la Ligne Kwun Tong. Leur livraison devrait se poursuivre jusqu'en 2023. Elles remplaceront alors les rames "M-Train". Parallèlement, la rénovation de 348 voitures est décidée.

### Dépôts
Les dépôts sont situés à Kowloon Bay (pour la Ligne Kwun Tong), Tsuen Wan (pour la Ligne Tsuen Wan), Heng Fa Chuen (pour la Ligne de l'île (Island Line)), et à Dream City (pour la Ligne Tseung Kwan O. Les rames de la ligne Sud de l'île sont remisées près de la station Wong Chuk Hang. Les rames de la Ligne Tung Chung, de l'Airport Express et de la Ligne Disneyland Resort sont mis en service à Siu Ho Wan près de Sunny Bay.

## Projets

### Lignes West Island, South Island. Extension des lignes Ma On Shan etEast rail line
Le 21 janvier 2003, MTR Corporation Limited reçoit la permission d'élaborer les plans de 2 nouvelles lignes : la ligne West Island et la ligne South Island. Ces lignes sont suggérées dans la Second Railway Development Study (RDS-2) afin de fournir un lien direct entre les zones résidentielles de Wah Fu et de Ap Lei Chau et le Central business district de Hong Kong.
À l'origine, trois propositions sont soumises pour répondre à ces plans. Des études de faisabilité conduisent à l'optimisation des nouvelles lignes sur les coûts, les bénéfices extérieurs et les effets sur les autres modes de transport. À la fin mars 2004, ce plan est rejeté par le gouvernement en faveur de la construction d'autoroutes.
MTR tente alors un quatrième essai en février 2005. Le projet consiste à étendre la Ligne de l'île (Island Line), sur deux sections pour la ligne South Island, et jusqu'à Kennedy Town pour la partie West Island.
Le 29 mars 2014, la construction du prolongement de la ligne est complété et trois stations sont inaugurées. La ligne atteint maintenant Kennedy Town. Les stations Sai Ying Pun, HKU et Kennedy Town sont inaugurées.
Fin octobre, la ligne Kwun Tong fut étendue de Yau Ma Tei à Whampoa. Certains trains aujourd'hui font terminus à Ho Man Tin, tandis que les autres sont terminus à Whampoa.
En décembre 2016, avec du retard, la ligne Sud de l'île (Admiralty-South Horizons) est mise en service. 4 nouvelles stations voient alors le jour en plus de la station Admiralty déjà existante : Ocean Park, Wong Chuk Hang, Lei Tung et South Horizons. C'est la première ligne de métro automatique en service à Hong Kong.
Une nouvelle ligne prolongeant la ligne Ma On Shan jusqu'à Hung Hom est prévue pour 2019. La ligne fut étendue à Kai Tak le 14 février 2020 et est nommée Ligne Tuen Ma Phase 1. Elle fut étendue à Hung Hom et relie la Ligne du Réseau Ouest le 27 juin 2021. Elle est renommée Ligne Tuen Ma. Une extension de la Ligne du Réseau Est jusqu'à Admiralty s'est ouverte le 15 mai 2022.